# Ágkistro
Ágkistro (Agkistro) är en ort i Grekland.   Den ligger i prefekturen Nomós Serrón och regionen Mellersta Makedonien, i den norra delen av landet, 400 km norr om huvudstaden Aten. Ágkistro ligger 294 meter över havet och antalet invånare är 373.
Terrängen runt Ágkistro är huvudsakligen kuperad, men åt nordväst är den platt. Runt Ágkistro är det mycket glesbefolkat, med 5 invånare per kvadratkilometer. Närmaste större samhälle är Sidirókastro, 16,2 km söder om Ágkistro. Trakten runt Ágkistro består till största delen av jordbruksmark.